# Науэндорф (Тюрингия)
Науэндорф (нем. Nauendorf) — община в Германии, в земле Тюрингия.
Входит в состав района Веймар. Подчиняется управлению Кранихфельд.
Население составляет 279 человек (на 31 декабря 2010 года).
Занимает площадь 2,38 км².